# Comissão de Pesquisa do Espaço e Atmosfera Superior
A Comissão de Pesquisa do Espaço e Atmosfera Superior (em inglês: Space and Upper Atmosphere Research Commission, SUPARCO; em urdu: خلائی و بالائی فضائی تحقیقاتی مأموریہ), é uma agência espacial executivo burocrática do governo do Paquistão, responsável pelo programa espacial e para a aeronáutica e pesquisa aeroespacial tanto público como civil da nação. Sua declaração de missão e objetivo é realizar pesquisas pacífica em tecnologia espacial e promover a tecnologia para a elevação sócio-econômico do país.
Fundada em sua forma moderna em 16 de setembro de 1961 por uma ordem executiva do presidente do Paquistão, Muhammad Ayub Khan. Sua sede localiza em Islamabad. A agência tem escritórios em Lahore e Karachi e é membro da Asia-Pacific Space Cooperation Organization desde 2008.
A SUPARCO atualmente opera um satélite geoestacionário, o Paksat 1R. A agência está desenvolvendo o primeiro sistema de lançamento descartável paquistanês, o Taimur.

## Satélites
| Satélite  | Fabricante | Data do lançamento      | Veiculo de lançamento | Estado  | Nota                                               |
| --------- | ---------- | ----------------------- | --------------------- | ------- | -------------------------------------------------- |
| Paksat 1  | Hughes     | 01 de fevereiro de 1996 | Atlas-2AS             | Inativo | Também conhecido por Palapa C1, HGS-3 e Anatolia 1 |
| Paksat 1R | CAST       | 11 de agosto de 2011    | Longa Marcha 3B/G2    | Ativo   | [ 4 ]                                              |